# Gorkij Irodalmi Kör
A Makszim Gorkij Irodalmi Kör (vagy csak röviden Gorkij Irodalmi Kör) a Román Írószövetség Kolozsváron található fiókjának alkotási köre az 1950-es évek alatt.

## Története
Miután a kolozsvári Bolyai Tudományegyetem Schuller Rudolf vezette irodalmi köre – melynek többek között Bajor Andor, Deák Tamás, Herédi Gusztáv, Márki Zoltán, Szász János, Tóth István, valamint Vandra Margit tartoztak főbb résztvevői közé  – nem működött tovább, 1950 évének közelében megalakult a városban működő Makszim Gorkij Irodalmi Kör. Ezen irodalmi egyesület elsődleges feladata a következő volt: különböző munkásírók felkutatása, írásra ösztönzése. A kör üléseire eljárt a felsőbb osztályokba járó középiskolásoktól a nyugdíjas emberekig bármilyen korosztály. A kör az akkor divatban levő dogmatizmus szellemében leginkább a tartalmi vonatkozásokat vette figyelembe. Az üléseken felolvasott írások még antológiában is szerepeltek Fogj bátran tollat! címmel 1950-ben.
A kör a Román Írószövetség kolozsvári fiókjának akkori székházában, a Rhédey-palotában tartotta üléseit. Az üléseknek külön kijelölt irányítói is voltak, ezek között volt Fodor Sándor, Asztalos István, Balla Károly, Tamás Mária, Székely János és Marosi Péter is. Az üléseken részt vett továbbá az írói pályát választó fiatalok közül néhány későbbi híresség is: Hervay Gizella, Lászlóffy Aladár, Palocsay Zsigmond, Szilágyi Júlia, később, 1954 után Sinkó Zoltán és Lászlóffy Csaba.
Az irodalmi kör legutolsó elnöke, a kör 1954-es megszűnéséig, Szépréti Lilla volt.
1956 vége körül, az 1950-es években meghurcolt Gaál Gábor rehabilitálását követően, az egyesület a Gaál Gábor Kör néven működött tovább.